# Souris d'hôtel (film, 1911)
Pour les articles homonymes, voir Souris d'hôtel.
Pour plus de détails, voir Fiche technique et Distribution.
Souris d'hôtel est un film muet français réalisé par Georges Denola, sorti en 1911.

## Fiche technique
- Titre : Souris d'hôtel
- Réalisation : Georges Denola
- Scénario :
- Photographie :
- Montage :
- Société de production : Société cinématographique des auteurs et gens de lettres (S.C.A.G.L.)
- Société de distribution : Pathé frères
- Pays d'origine :  France
- Langue : film muet avec les intertitres en français
- Métrage : 320 mètres
- Format : Noir et blanc — 35 mm — 1,33:1 — Muet
- Genre : Film dramatique
- Durée : 10 minutes 40
- Dates de sortie : 
  -  France : 1911

## Distribution
- Mistinguett
- Maria Fromet : l'enfant
- Théodore Thalès dit le mime Thalès :
- Marcelle Barry
- Maurice Luguet